# 만주국 위안
만주국 위안(滿州國 圓)은 1932년 6월부터 1945년 11월까지 만주국에서 사용된 통화이다.
도입 당시에는 중국과 같은 은본위제를 바탕으로 했기 때문에 중화민국의 법정 통화와 같은 가치였지만 1935년 11월 금본위제로 제도를 바꾸면서 일본 엔과 같은 가치가 되었다. 만주국에서는 만주중앙은행에서 발행하는 통화도 쓰였지만 조선은행에서 발행되는 조선 엔도 사용되었다.

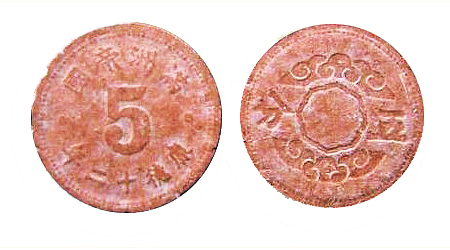
5 펀 동전
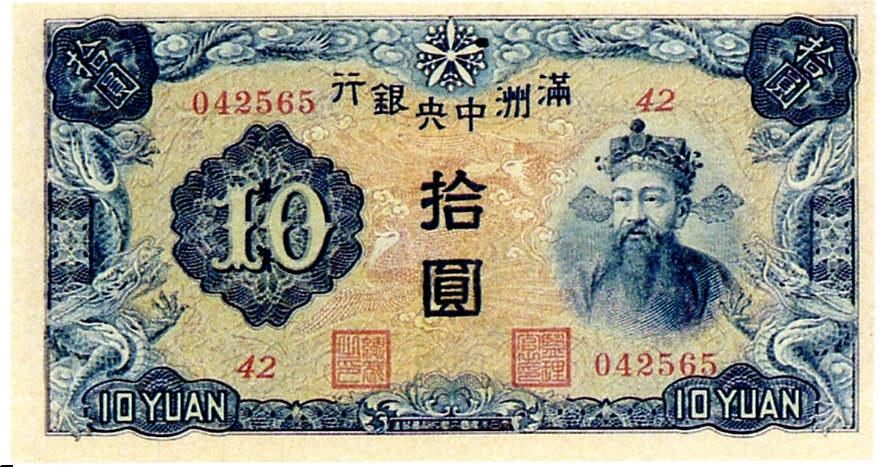
1937년판 10 위안 지폐 앞면 (재신(財神) 도안)
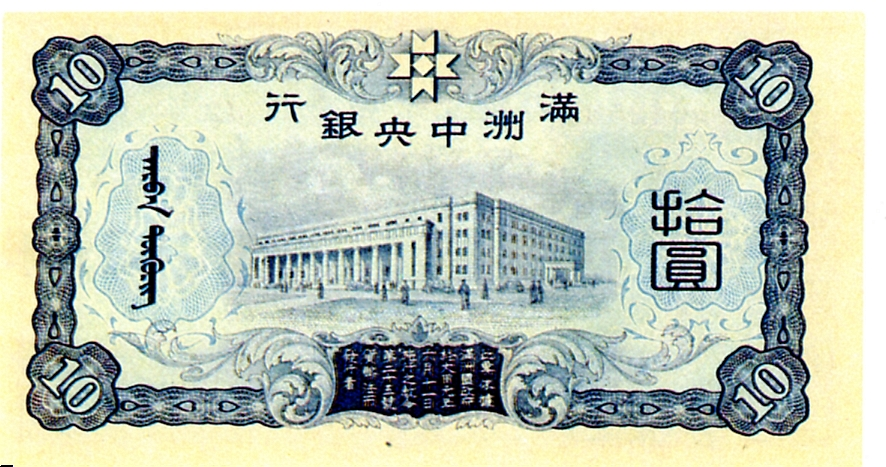
1937년판 10 위안 지폐 뒷면 (만주중앙은행 본부)
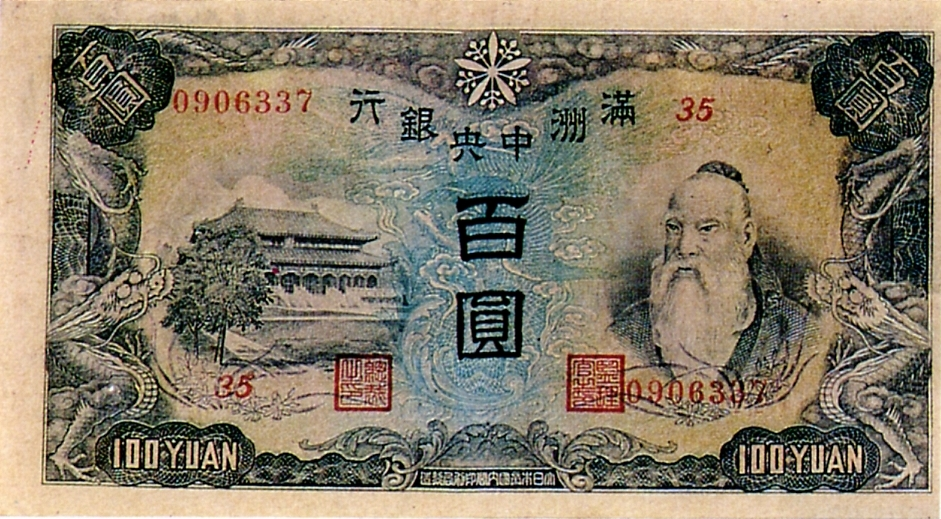
1944년판 100 위안 지폐 앞면 (공자 도안)
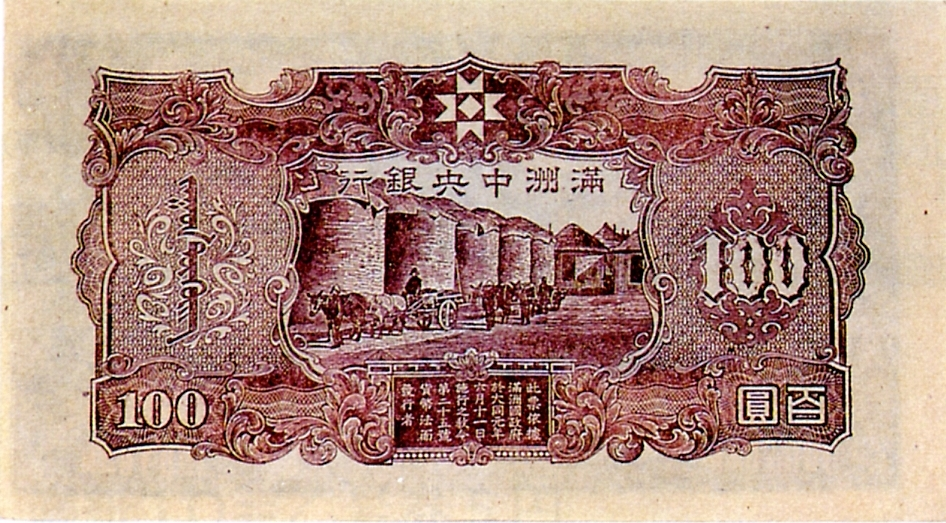
1944년판 100 위안 지폐 뒷면 (콩 창고)